# Balsam-Pappel
Die Balsam-Pappel (Populus balsamifera, Synonym: Populus tacamahaca) ist ein Baum aus der Sektion der Balsampappeln (Tacamahaca), der im gesamten nördlichen Nordamerika zu finden ist. Es ist der am weitesten nördlich vorkommende Laubbaum der Neuen Welt.

## Beschreibung

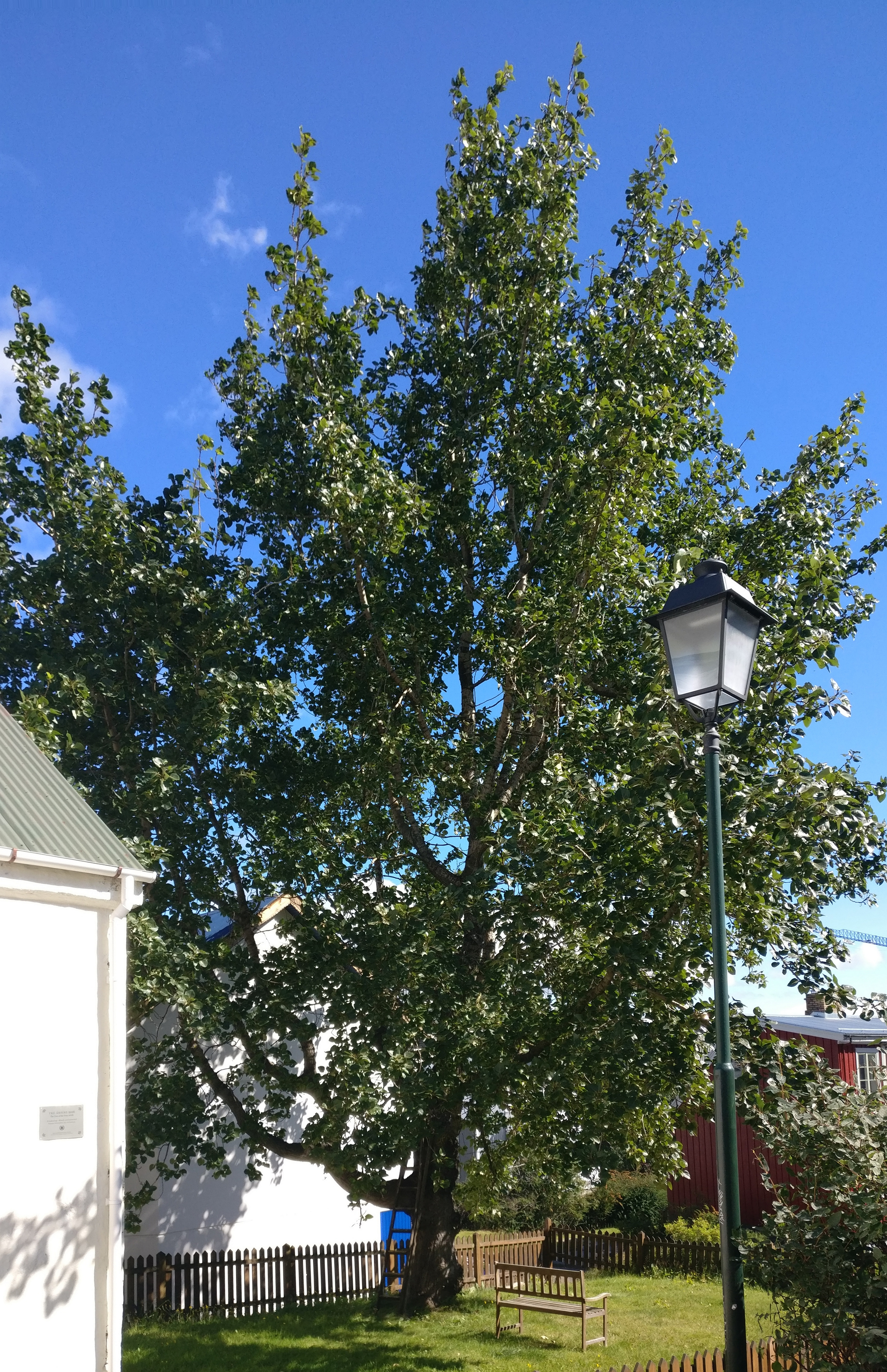
Balsam-Pappel in Reykjavík (2016)

Die Balsam-Pappel ist ein hoher, raschwüchsiger Baum und erreicht eine Höhe von 18 bis 24 Meter, maximal bis 36 Meter. Sie hat einen durchgehenden Stamm und ansteigende Äste. Die Triebe sind stielrund oder etwas kantig und behaart. Die Winterknospen sind groß, werden bis zu 2,5 Zentimeter lang und sind mit gelbem, duftendem Harz bedeckt. Die Blätter stehen wechselständig, sind eiförmig bis breit eiförmig, derb, zugespitzt und an der Basis abgerundet bis herzförmig. Sie sind kerbig gesägt und fein bewimpert. Sie werden 5 bis 12 Zentimeter lang. Die Oberseite der Blattspreite ist kahl und dunkelgrün, die Unterseite ist weißlich und leicht behaart. Der Stiel ist dünn, rund und wird 3 bis 5 Zentimeter lang. Die Balsam-Pappel ist wie alle Pappeln zweihäusig und windblütig und bildet hängende Kätzchen. Die weiblichen Blüten haben zweiblättrige Fruchtknoten, die männlichen Kätzchen werden 5 bis 7 Zentimeter lang und haben 12 bis 15 Staubblätter. Als Früchte werden zweiklappig öffnende, ledrige Kapseln gebildet, die in 12 bis 14 Zentimeter langen Kätzchen erscheinen. Sie hat eine Chromosomenzahl von 2n=38.

## Verbreitung und Standortansprüche

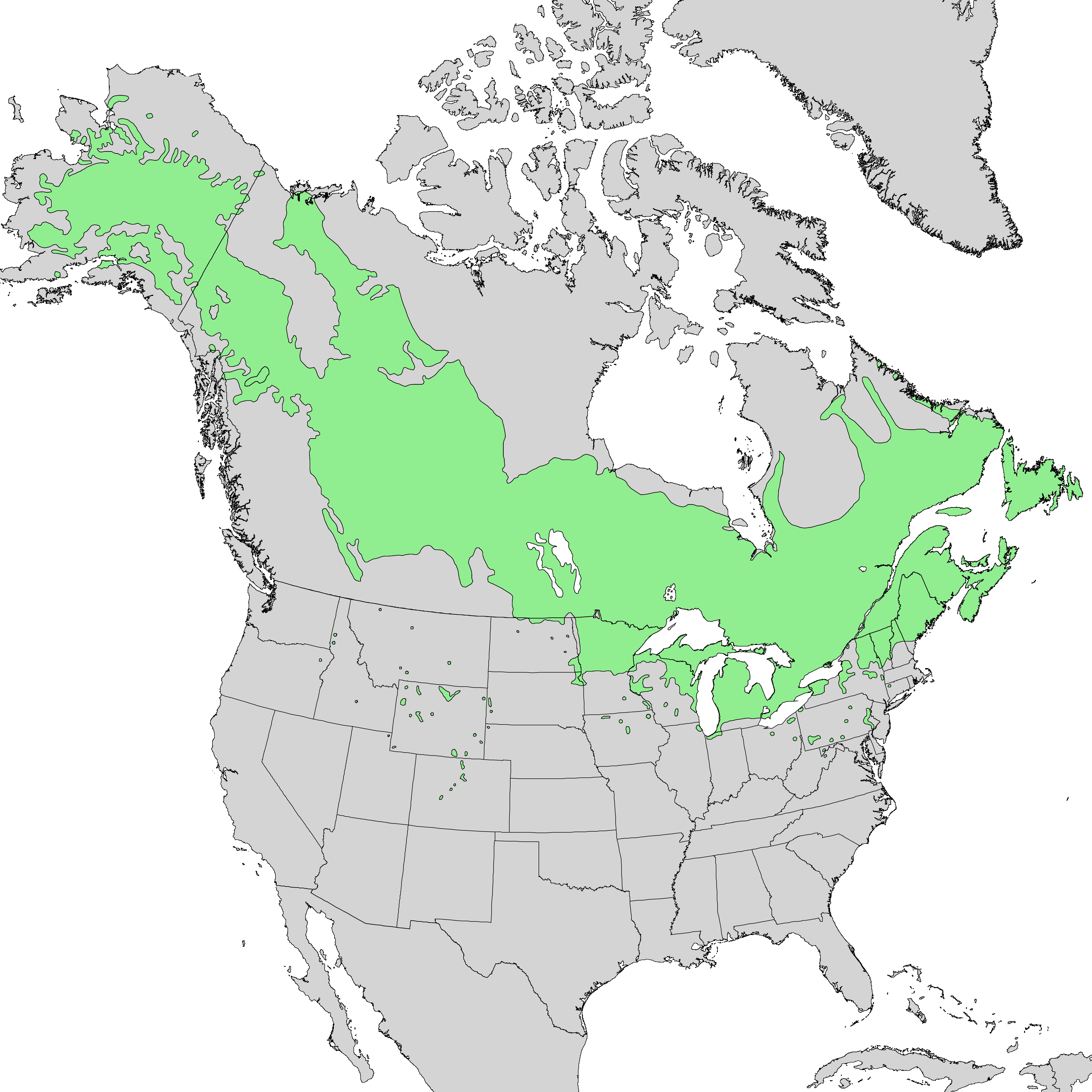
Verbreitungskarte der Balsam-Pappel

Die Balsam-Pappel ist der am weitesten im Norden vorkommende Laubbaum der Neuen Welt. Ihr Verbreitungsgebiet erstreckt sich von Neufundland und Labrador entlang der Baumgrenze bis nach Nordwest-Alaska, und südlich bis Südost-British Columbia, Iowa und Pennsylvania. Lokale Vorkommen gibt es in den Rocky Mountains, die sich im Süden bis nach Colorado erstrecken, und im Osten in West Virginia. In Mitteleuropa findet man sie gelegentlich als Parkbaum, seltener wird sie forstlich genutzt.
Die Balsam-Pappel ist ein häufig auftretender Baum. Sie wächst in Auen- und Ufergehölzen, meist in Flussniederungen, an Seeufern und am Rande von Sümpfen, auf frischen bis feuchten, schwach sauren bis alkalischen Böden aus Sand, Kies und Schottern. Sie ist wärmeliebend und bevorzugt sonnige Standorte, ist aber frosthart. Sie ist eine Art der Winterhärtezone 3, erträgt also mittlere Jahresminimumtemperaturen von −35 bis −40 °C. In den Rocky Mountains erreicht sie Höhen bis zu 1670 Meter über dem Meeresspiegel.

## Ökologie
Die Balsam-Pappel wächst in Reinbeständen oder zusammen mit der Amerikanischen Zitter-Pappel (Populus tremuloides), der Papier-Birke (Betula papyrifera), der Balsam-Tanne (Abies balsamea) und der Weiß-Fichte (Picea glauca).

## Systematik
Neben der Nominatform existiert noch die Varietät Populus balsamifera var. subcordata, die auch Ontario-Pappel genannt wird. Ihr Verbreitungsgebiet erstreckt sich von Neufundland bis Ontario und südlich von Michigan bis New York. Die Blätter der Varietät sind größer und breit eiförmig bis dreieckig, der Blattstiel ist behaart.

## Nachweise